# Galina Kreft
Galina Kreft (em russo:  Галина Сергеевна Крефт-Алексеева, São Petersburgo, 14 de março de 1950 — São Petersburgo, 24 de fevereiro de 2005) foi uma ex-velocista russa na modalidade de canoagem.

## Carreira
Foi vencedora das medalhas de Ouro e Prata em K-2 500 m em Montreal 1976 e Moscovo 1980, respetivamente.